# Легкоатлетический стадион
Легкоатлети́ческий стадион — открытый стадион, предназначенный для проведения соревнований по лёгкой атлетике. Представляет собой овальную зону трека, состоящую обычно из 4—9 индивидуальных дорожек, где проводятся соревнования по бегу и спортивной ходьбе; секторы для горизонтальных прыжков; секторы для вертикальных прыжков; секторы для метаний; специальный вираж с ямой для воды, используемой в беге с препятствиями. Пространство внутри беговой дорожки часто используется как футбольное поле, на котором также проводятся с соревнования по метанию копья, диска и молота.

## Общие положения
Разметка легкоатлетического стадиона регламентируется справочником ИААФ по устройству легкоатлетических сооружений и схемой типовой разметки легкоатлетического стадиона.
Геометрические элементы стадиона определяются наличием на нём стандартной 400-метровой беговой дорожки. Длина и конфигурация стандартной дорожки сложилась исторически, исходя из того, что она располагалась вокруг футбольного поля, размеры которого составляют в среднем 105 × 68 м.

## Зона трека
Трек представляет собой зону овальной формы, состоящую из нескольких замкнутых индивидуальных дорожек, на которых проходят соревнования по бегу и спортивной ходьбе. Число индивидуальных дорожек должно быть не менее 4, обычно 4, 6 или 8, однако треки с 4 дорожками не допускаются для проведения международных соревнований. На стадионах мирового уровня часто добавляют девятую дорожку. Большее число дорожек нежелательно, так как больший радиус виража даёт спортсмену преимущество в беге на 200 м, и, согласно правилам, рекорды на этой дистанции фиксируются при радиусе виража не более 50 м.
При стандартной разметке дорожки она состоит из двух параллельных прямолинейных участков одинаковой длины, которые замыкаются в овал двумя виражами (полукругами) одинакового радиуса. Ширина дорожки — 1,22 ± 0,01 м, включая 5-сантиметровую разделительную полосу с внешней дорожкой. Длина самой короткой (внутренней) дорожки составляет 400+0,04 метров, она измеряется вдоль линии, отстоящей на 30 см от её внутренней бровки. Внешние дорожки длиннее соответственно увеличению радиуса виражей. Их длина измеряется вдоль линии, отстоящей от внутренней бровки на 20 см.
Поперечный уклон дорожек (с целью дренажа в случае дождя) не должен превышать 1 %, продольный уклон — не более 0,1 %.
Стандартная разметка стадиона предусматривает длину прямолинейных участков дорожек 84,39 м (± 0,002) и радиус внутренней границы наименьшей дорожки 36,50 м. При этом радиус измерительной линии виража составляет 36,80 м, а полная теоретическая длина внутренней дорожки
{\displaystyle L=2\cdot 84,39+2\pi \cdot 36,80=400,0012} м.
Величиной 0,0012 м, которая значительно меньше допуска на длину дорожки (0,04 м), пренебрегают.
Изнутри и извне трек обрамляется зоной безопасности шириной не менее 1 м. Внутренняя сторона внутренней дорожки должна быть ограничена бордюром белого цвета высотой 5—6,5 см и шириной 5—25 см.
Финишная линия одна для всех трековых дисциплин и располагается в одном из мест сопряжения прямолинейных участков дорожек с виражами.
На одном из двух прямолинейных участков трека расположен (частично выходя за его пределы) прямолинейный трек для бега на 100 метров, а также для барьерных дистанций 100 и 110 метров. Число дорожек прямолинейного трека — не менее 6, длина должна составлять 100+0,02 и 110+0,02, ширина дорожек — 1,22 ± 0,01 м. Перед линией старта располагается стартовая зона шириной не менее 3 м, за финишной линией — зона пробега не менее 17 м. Максимальное число дорожек для спринта не ограничено.
Предусматривается также дополнительный вираж, на котором располагается постоянная яма с водой размером 3,60 × 3,60 × 0,50-0,70 м для соревнований в беге с препятствиями. Он может располагаться как вовне, так и внутри основного виража.
Типовые элементы беговых дорожек легкоатлетического стадиона приведены в таблице.
Типовые элементы беговых дорожек
| № дорожки | Радиус виража, м | Радиус виража, м | Радиус виража, м | Длина, м | Длина, м | Длина, м |
| № дорожки | Внут- ренний     | Измери- тельный  | Наруж- ный       | Прямой   | Виража   | Дорожки  |
| --------- | ---------------- | ---------------- | ---------------- | -------- | -------- | -------- |
| 1         | 36,50            | 36,80            | 37,72            | 84,39    | 115,61   | 400,00   |
| 2         | 37,72            | 37,92            | 38,94            | 84,39    | 119,13   | 407,04   |
| 3         | 38,94            | 39,14            | 40,16            | 84,39    | 122,96   | 414,70   |
| 4         | 40,16            | 40,36            | 41,38            | 84,39    | 126,79   | 422,37   |
| 5         | 41,38            | 41,58            | 42,60            | 84,39    | 130,63   | 430,03   |
| 6         | 42,60            | 42,80            | 43,82            | 84,39    | 134,46   | 437,70   |
| 7         | 43,82            | 44,02            | 45,04            | 84,39    | 138,29   | 445,37   |
| 8         | 45,04            | 45,24            | 46,26            | 84,39    | 142,13   | 453,03   |
| 9         | 46,26            | 46,46            | 47,48            | 84,39    | 145,96   | 460,70   |

## Зона для прыжков
Зона для прыжков включает:
- Сектор прыжков в длину. Длина дорожки для разбега составляет как минимум 40 м при ширине 1,22 ± 0,01 м. В конце дорожки располагается толчковая планка размером 1,22 ± 0,01 × 0,20 ± 0,002 × 0,10 м. На расстоянии 1—3 м за планкой находится зона приземления (обычно яма с песком) шириной не менее 2,75 м, дальний край которой должен находиться на расстоянии не менее 10 м от планки.
- Сектор для тройного прыжка. Аналогичен сектору для прыжков в длину за исключением того, что ближний край зоны приземления должен располагаться от планки на расстоянии не менее 13 м для мужчин и 11 м для женщин.
- Сектор для прыжков в высоту. Дорожка для разбега полукруглая радиусом не менее 20 м, зона приземления размером не менее 6 × 4 м.
- Сектор для прыжков с шестом. Длина дорожки для разбега составляет как минимум 40 м при ширине 1,22 ± 0,01 м, зона приземления размером не менее 6 × 6 м. Перед зоной приземления предусматривается углубление для упора шеста.

## Зона для метаний
Зона для метаний включает:
- Сектор для метания диска с кругом диаметром 2,50 ± 0,005 м, защитной сеткой и сектором приземления радиусом 80 м и хордой 48 м.
- Сектор для метания молота с кругом диаметром 2,135 ± 0,005 м, защитной сеткой и сектором приземления радиусом 90 м и хордой 54 м.
- Сектор для метания копья с дорожкой для разбега длиной не менее 30 м и шириной 4 м, ограниченной спереди дугой радиусом 8 м, и сектором приземления радиусом 100 м и хордой 50 м.
- Сектор для толкания ядра с кругом диаметром 2,135 ± 0,005 м, упорной планкой размером 1,21 ± 0,01 × 0,112 × 0,10 ± 0,02 м и сектором приземления радиусом 25 м и хордой 15 м.